# Ellopione di Pepareto
Ellopione di Pepareto (fl. IV secolo a.C.) è stato un astronomo e filosofo greco antico di scuola socratica, vissuto in età ellenistica e originario dell'isola di Pepareto, ossia Scopelo, nelle Sporadi settentrionali.
Il suo nome viene menzionato solo da Plutarco, che nel De Genio Socratis riferisce che « E Simmia di Rodi, il quale trovavasi in Egitto ad imparar filosofia con Platone ed Ellopione di Pepareto,...» .